# Средний Маныч
Средний Маныч — посёлок в Весёловском районе Ростовской области.
Входит в состав Верхнесолёновского сельского поселения.

## География
Расположен между лиманами Шахаевским и Западенским.

## История
Указом Президиума Верховного Совета РСФСР от 24 февраля 1988 года поселку центральной усадьбы Веселовского совхоза присвоено наименование посёлок Средний Маныч.

## Население
| 1989 | 2002  | 2010  |
| ---- | ----- | ----- |
| 992  | ↗1103 | ↘1055 |

## Улицы
| - ул. Бригадная, - ул. Конзаводская, - ул. Ленина, - ул. Лесная, - ул. Молодёжная, - ул. Набережная, - ул. Нефтебаза, | - ул. Новая, - ул. Почтовая, - ул. Просвещения, - ул. Прудовая, - ул. Садовая, - ул. Степная, - ул. Школьная. |

## Инфраструктура
В посёлке имеется общеобразовательное учреждение — Кировская средняя общеобразовательная школа, а также рыболовно-охотничья база «Шахаевский лиман».